# Cedomir Marangunic
Cedomir Bosko Marangunic Damianovic (Punta Arenas, 6 de abril de 1937) es un geólogo, glaciólogo y andinista chileno-croata, quien participó en la primera ascensión al cerro Murallón en 1961, al monte Shipton y el cerro Cola de Mono en 1962.

## Biografía
Cedomir Marangunic Damianovic es chileno y croata, geólogo de profesión, graduado de la Universidad de Chile en 1964 y Doctor of Philosophy (Ph.D) en Glaciología del Departamento de Geología de la Ohio State University, U.S.A. (1968). Ha realizado diversos postgrados, cursos y estudios tanto en Chile como en el extranjero.
Marangunic ha sido profesor y director del Departamento de Geología de la Universidad de Chile, y desde 1981 se desempeña como geólogo consultor, socio y representante legal de la empresa Geoestudios, que cuenta con más de 28 años de experiencia en el mercado. Geoestudios es la primera empresa en Chile dedicada a proyectos, estudios e investigaciones en materia de glaciares, nieve y avalanchas.

## Trayectoria
Desde 1960, a la edad de 23 años, ha liderado centenares de estudios como responsable o jefe de proyecto. Cedomir Marangunic es considerado uno de los expertos con mayor autoridad en Chile en materia de glaciares, nieve, avalanchas y riesgos naturales.
Es autor de diversas publicaciones en diferentes idiomas y ha participado en numerosas reuniones científicas. Asimismo, ha pertenecido o pertenece a distintas sociedades profesionales.
El 24 de enero de 1961 Eduardo García, Cedomir Marangunic, Eric Shipton y Jack Ewer realizan la primera ascensión al cerro Murallón por su cara oeste.
Ese mismo año formó parte de la primera expedición montañera (chileno-británica) que cruzó longitudinalmente el Campo de Hielo Patagónico Sur entre el Pacífico y el borde oriental. A lo largo de los años, ha visitado esta área en diversas ocasiones, realizando estudios en la región para distintas instituciones tanto nacionales como privadas. Es autor de numerosas publicaciones en varios idiomas y ha redactado cientos de informes técnicos.
En febrero de 1962 Marangunic realizó la primera y única ascensión al Monte Shipton (2 469 metros de altura) junto a Eduardo García, Francisco Vivanco y al escalador y explorador Eric Shipton.
Ese mismo año realiza la primera ascensión cerro Cola de Mono ubicado en el cajón de Navarro, comuna de Los Andes, junto a Margarita de Marangunic y Mario Alfaro.
Mientras estuvo en el Departamento de Geología de la Universidad de Chile y geólogo del Instituto Antártico Chileno, Cedomir propuso un programa de investigaciones glaciológicas en la Antártida entre 1971 y 1972 y actualmente tiene un núnatak en su nombre.
Entre sus múltiples hazañas en el montañismo se incluye la primera travesía del Campo de Hielo Patagónico Norte, así como la primera del Campo de Hielo en Tierra del Fuego y numerosas primeras ascensiones. Desde su infancia, ha practicado la navegación a vela en el Adriático y, posteriormente, exploró los fiordos del sur de Chile, actividades que figuran entre sus principales intereses. Además, se dedica a transmitir su conocimiento a las nuevas generaciones como docente. Es un ávido lector de historia y prefiere disfrutar de música folclórica europea y andina.
Su trayectoria incluye la participación en múltiples reuniones científicas y su afiliación a diversas sociedades profesionales, entre las que destaca la Sociedad Chilena de la Criósfera, fundada en 2018. También fue profesor en la Universidad de Magallanes.

## Distinciones
A lo largo de su vida profesional, ha sido objeto de diversas distinciones. Entre sus estudios e investigaciones relacionadas con glaciares se cuentan "Deslizamiento sobre el Glaciar Sherman…" en Alaska y "Incremento Artificial de la Fusión en Glaciares".
Ha recibido el Premio Nacional de Montaña en Chile.

## Publicaciones
- Estudio del glaciar Lange y su impacto debido al aumento de temperatura en la bahía Almirantazgo, isla Rey Jorge, Antártica, mayo de 2021[17]
- ALGUNAS CONSECUENCIAS JURÍDICAS DE LA INVOCACIÓN POR PARTE DE CHILE DE LA “TEORÍA DE LA DELIMITACIÓN NATURAL DE LOS OCÉANOS” EN EL DIFERENDO SOBRE LA PLATAFORMA CONTINENTAL AUSTRAL., 2022, Juan Ignacio Ipinza Mayor; Cedomir Marangunic Damianovic.
- EL RECURSO DE LOS HIDRATOS DE METANO, EN TANTO ELEMENTO GEOPOLÍTICO Y ENERGÉTICO PARA CHILE, 2021, Juan Ignacio Ipinza Mayor; Cedomir Marangunic Damianovic.